# Ruth von Wild

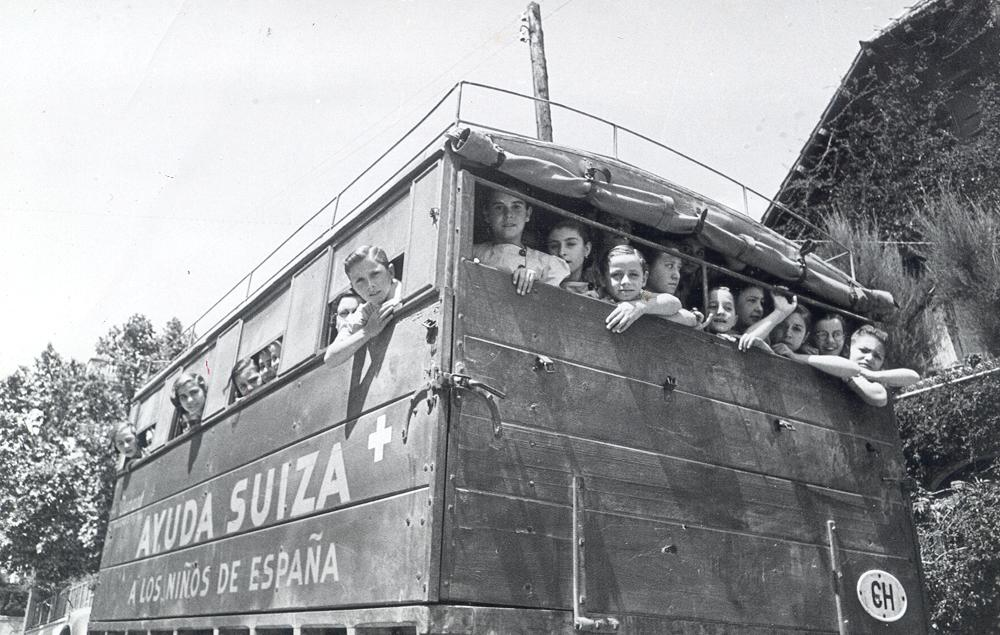
Evakuation von Spanierkindern 1937

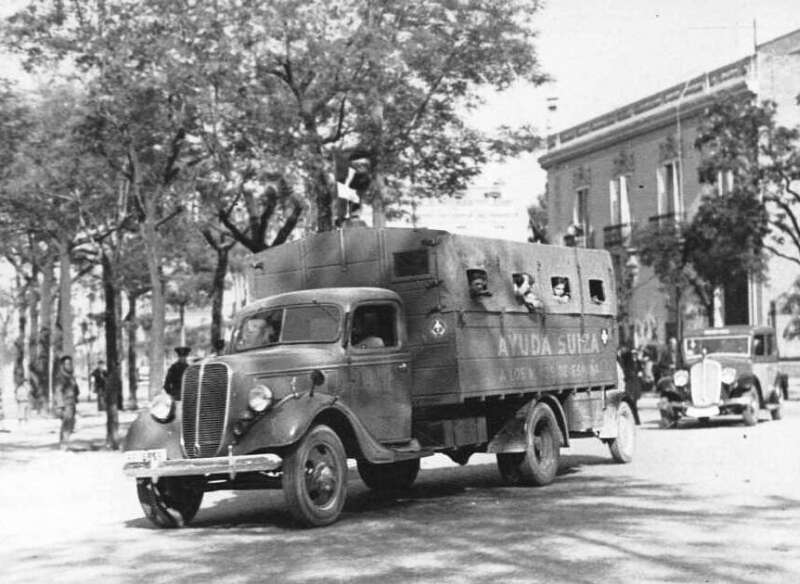
Evakuation von Spanierkindern durch die Ayuda Suiza 1937

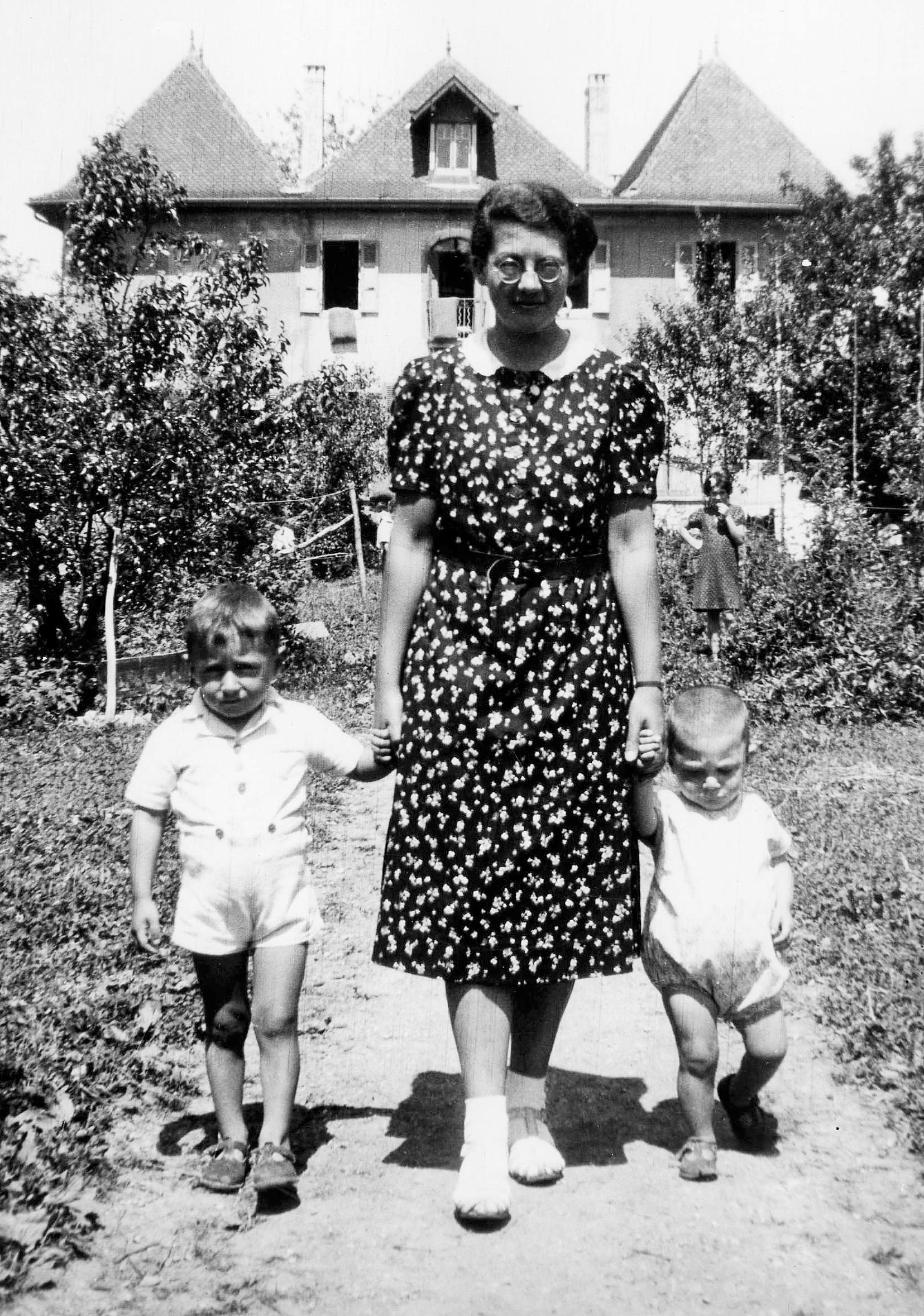
Ruth von Wild, Kolonie Pringy

Ruth von Wild (* 3. August 1912 in Barcelona; † 26. April 1983 in Thun) war eine Schweizer Lehrerin, die sich um die Betreuung von Flüchtlingskindern verdient gemacht hat.

## Leben und Wirken
Ruth von Wild wuchs als Auslandschweizerin in Barcelona auf. Ihre Eltern stammten von Glockenthal im Kanton Bern. Sie erwarb das Französischlehrerdiplom an der Universität Neuenburg und unterrichtete von 1933 bis 1936 an der Schweizerschule in Barcelona. Nach dem Ausbruch des Spanischen Bürgerkrieges wurde die Schule geschlossen und von Wild reiste nach England, um dort ein Englischdiplom zu erwerben.
Im August 1938 kehrte sie nach Barcelona zurück, um sich dort in der Schweizerischen Arbeitsgemeinschaft für Spanienkinder (SAS) (Comité neutre de secours aux enfants d’Espagne) zu engagieren. Sie trug die Verantwortung für die gesamte Hilfsaktion in Katalonien.
1939 war das Komitee angesichts des Vormarsches der franquistischen Truppen gezwungen, seine Aktivitäten nach Südfrankreich zu verlegen. Im Januar 1939 verliessen Ruth von Wild, Karl und Rodolfo Olgiati mit den Kindern der Kolonien und ihren zwei Camions «Dufour» und «Dunant» Barcelona inmitten des Bombardements. Ende Januar traf der Konvoi wohlbehalten im französischen Perpignan ein.
Im Juni 1939 gründete das Komitee die Schweizer Kolonie Le Lac in einem verlassenen Schloss von Hameau-du-Lac bei Sigean. Ruth von Wild richtete das Schloss ein und wurde zur Leiterin von rund 150 Flüchtlingskindern ernannt. Nach und nach trafen 25 Kinder der Kolonie Pasionaria aus Barcelona, 47 Kinder der Kolonien «Rosa Luxemburg» aus Barcelona und «Pau Casals» aus dem katalanischen Bagur, 12 Kinder des Spitals Saint-Jean aus Perpignan und weitere aus der Kolonie Saint-Cergues-les-Voirons ein.
Das Kriegsdesaster in Finnland, Polen und neu in Frankreich erforderte eine Reorganisation der humanitären Hilfe der Schweiz. Im Januar 1940 schlossen sich 17 Organisationen zur Schweizerischen Arbeitsgemeinschaft für kriegsgeschädigte Kinder (SAK) (Cartel suisse de secours aux enfants victimes de la guerre), ab 1942 Kinderhilfe des Schweizerischen Roten Kreuzes zusammen. Im Sommer 1940 übernahm von Wild die Leitung der SAK-Kolonie Talloires, die von amerikanischen Quäkern finanziert wurde, und ab November 1940 bis zu deren Schliessung im Juni 1946 die Leitung der Kolonie Pringy (Haute-Savoie). Die grosse Mehrheit der Kinder in Pringy stammte aus Frankreich, mit Ausnahme einiger Kinder aus Polen, Russland und Spanien. Daneben wurden drei jüdische Familien versteckt gehalten, darunter auch Margot Wicki-Schwarzschild, die mit ihrer Mutter und Schwester aus den Internierungslagern Camp de Gurs und Camp de Rivesaltes kam und dort von Friedel Bohny-Reiter gerettet wurde.
Nach Kriegsende, von 1946 bis 1959, leitete Ruth von Wild für das Hilfswerk der Evangelischen Kirchen der Schweiz (HEKS) das Kinderheim Brüngsberg in Deutschland, das in dieser Zeit mehr als 5000 Kinder aus dem Ruhrgebiet und aus grossen deutschen Städten aufnahm. Zurück in der Schweiz hatte sie von 1961 bis 1974 für das HEKS die Leitung des Flüchtlingsheims Pelikan in Weesen inne.
Der Nachlass befindet sich im Archiv für Zeitgeschichte in Zürich.

## Veröffentlichungen
- Die Feste im Heim dargestellt am Beispiel der Rotkreuzkolonie «Pringy» in Frankreich 1940–1946. 1948.